# اچ‌ام‌اس اچ۳۰
اچ‌ام‌اس اچ۳۰ (به انگلیسی: HMS H30) یک زیردریایی بود که طول آن ۱۷۱ فوت ۰ اینچ (۵۲٫۱۲ متر) بود. این زیردریایی در سال ۱۹۱۸ ساخته شد.